# دبیرستان ابن سینا
دبیرستان ابن سینا مربوط به دوره پهلوی اول ۱۳۶۰ ه.ق (سال ۱۲۸۴ هجری خورشیدی) است و در همدان، چهار راه ابن سینا، خیابان گلزار، واقع شده و این اثر در تاریخ ۷ اسفند ۱۳۸۶ با شمارهٔ ثبت ۲۱۶۵۴ به‌عنوان یکی از آثار ملی ایران به ثبت رسیده است.
این بنا در هنگام احداث محل استقرار انگلیسی‌ها و تبادل‌های سیاسی و نظامی آنان بوده و همزمان با استقرار اروپاییان به همدان احداث شده که بعد از خروج آن‌ها از ایران به دبیرستان تبدیل شده‌ است،
در حال حاضر این مدرسه به شکل موزه عمومی درآمده است.

## تاریخچه
در ۱۲۶۰ شمسی «آنی مونت گُمری»، از طرف میسیونرها مسئول راه‌اندازی مدرسه‌ دخترانه امریکایی در همدان شد.
میسیونرهای همدان به فکر ساخت و ساز بنای مدرسه بودند که پاسخ‌گوی آموزشی مناسب برای حداقل یک سده‌ی آینده باشد. بنابراین
«مسترهایکس»، کشیش ارامنه، که در همدان به مسترهایکس ارمنی معروف بوده،  از سوی میسیونرها موظف به پیداکردن جای مناسب برای احداث مدرسه امریکایی می‌شود، او پس از تحقیق در نهایت باغچه‌ای بزرگ و معروف به «باغچه‌ی آیوسف» را برای احداث مدرسه در نظر گرفت  که مکانی با ۱۲۰۰۰ متر مربع در جنوب شرقی همدان  در منطقه‌ای معروف به «باغچه آیوسف» برای تأسیس مدرسه خریداری کردند که در تملک فردی به نام عنایت‌الدوله بود.
در سال ۱۲۸۴ هجری خورشیدی ساختمانی سه طبقه در این مکان ساخته شد و مدرسه آمریکایی‌ها رسماً آغاز به کار کرد.
در سال ۱۳۱۳ آمریکایی‌ها سند این دبیرستان را به نام دولت شاهنشاهی واگذار کردند که در سال ۱۳۱۹ این مکان به صورت رسمی در اختیار وزارت فرهنگ گذاشته شد.

## فارغ‌التحصیلان برجسته
به ترتیب از زمان تأسیس تا الآن (تاریخ‌ها به خورشیدی است):
- یاور همدانی، (۱۳۱۳ - ۱۳۹۸)، شاعر سرشناس معاصر ایران و گردآورنده گویش همدانی
- امین‌الله رضایی، (۱۳۱۵، ۱۳۸۴)، پدر نقاشی سورئال ایران، شاعر سرشناس و ترانه‌سرای گویش همدانی
- مصطفی رحماندوست، (۱۳۲۹)،نویسنده سرشناس و شاعر ادبیات کودکان ایران

## مشخصات بنای مدرسه
طرح و نقشه‌ی زیربنای ساختمان طرح «چلیپایی» است. شکل چلیپا را می‌توان در آثار «تپه‌ی نوشیجان» در آتشکده‌ی آن که از قدمت نزدیک سه هزار سال برخوردار است دید.  بنای سه طبقه‌ی مدرسه در سال ۱۲۰۴ شمسی آماده‌ی بهره‌برداری شد. مصالح بکار رفته آجر و سنگ با ملات ساروج است. طرح و نقشه‌ی مهندسی به کار رفته در بنا ترکیبی از معماری اروپایی و دوره‌ی قاجار است.
بنای این مدرسه دارای پلانی صلیبی شکل است و مصالح به کار رفته در آن آجر و دارای دیوارهای قطور و باربر است. در قسمت داخل بنا سقف لمبه کوبی است و از لحاظ نمای بیرونی دارای تزیینات ساده آجری با تناسب‌های خاص، منظم و زیباست..

## موزه آموزش و پرورش
در حال حاضر این مدرسه به شکل موزه عمومی درآمده است و با شعار موزه مدرسه زمانی برای بازی، فرصتی برای شادی، گاهی برای جستجو و جایی برای آموزش،
شامل ۶ بخش ذیل می‌باشد:
بخش ۱: همدان شناسی
بخش ۲: تاریخ آموزش و پرورش
بخش ۳: مکتب خانه
بخش ۴: اتاق حکیم ابوعلی سینا
بخش ۵: اتاق هنرمند ایرانی و کارگاه هنری
بخش ۶: اتاق مفاخر و مشاهیر